# 울지형
울지형(尉遲逈, 516년 ~ 580년) 또는 위지형은 서위(西魏)·북주(北周)의 무장이며, 자는 보거라(薄居羅)이다. 우문태의 외조카이자 북주의 개국공신이다. 양견의 발호(跋扈)에 반발해 업성에서 반란을 일으켰으나 진압된다.

## 생애
어머니는 우문태(宇文泰)의 누이인 창락대장공주(昌樂大長公主)이며, 아버지는 울지사두(尉遲俟兜)이다. 우문태의 딸인 금명공주(金明公主)와 결혼해 부마(駙馬)가 되었으며, 후경의 난 당시 촉(蜀) 지역을 정벌하는 등 여러 전투에서 공을 세워 촉국공(蜀國公)에 봉해졌다. 우문태의 사후 아들인 우문각(宇文覺)에 의해 북주가 건국되자 이를 섬겼으며, 상주총관(相州總管)으로 있던 580년 양견(楊堅)이 승상(丞相)에 오르자 왕위를 찬탈할 것으로 여기고 이를 저지하기 위해 업(鄴)에서 반란을 일으켰다. 이후 우중문(于仲文)의 군대를 격파하는 등 위세를 떨쳤으나, 위효관(韋孝寬)과 고경(高熲)에게 패하여 전투 중 자살하였다.